# Đ
Đ ، đ یا D ِ سرکش‌دار یا D ِ چلیپایی یکی از حروف الفبای لاتین می‌باشد. این حرف شباهت ظاهری با Ð دارد.

## کاربردها
- Đ هفتمین حرف الفبای ویتنامی می‌باشد و صدای /ɗ/ را می‌رساند.
- در زبان‌های سامی اورالی این حرف نشان‌دهندهٔ صدای [ð] می‌باشد.
- در زبان‌های اسلاوی جنوبی این نویسه نشان‌دهندهٔ آوای [dʑ] می‌باشد.

## کاربردهای دیگر
- đ نماد یکای پولی دانگ ویتنام و Đ هم سمبل دونگ ویتنام جنوبی بود.